# Neckera tenera
Neckera tenera är en bladmossart som beskrevs av Hornschuch 1840. Neckera tenera ingår i släktet fjädermossor, och familjen Neckeraceae. Inga underarter finns listade i Catalogue of Life.